# مسابقات قهرمانی کشتی زیر ۲۳ سال جهان ۲۰۱۹
مسابقات قهرمانی کشتی جهان ۲۰۱۹ سومین دورۀ مسابقات قهرمانی کشتی زیر ۲۳ سال جهان است که از ۲۸ اکتبر تا ۳ نوامبر در بوداپست، مجارستان برگزار گردید.

## جدول مدال‌ها
| رتبه            | کشور                | طلا | نقره | برنز | مجموع |
| --------------- | ------------------- | --- | ---- | ---- | ----- |
| ۱               | ژاپن                | ۸   | ۴    | ۴    | ۱۶    |
| ۲               | ایران               | ۶   | ۱    | ۵    | ۱۲    |
| ۳               | روسیه               | ۳   | ۵    | ۷    | ۱۵    |
| ۴               | گرجستان             | ۲   | ۴    | ۲    | ۸     |
| ۵               | چین                 | ۲   | ۲    | ۱    | ۵     |
| ۶               | کوبا                | ۲   | ۰    | ۲    | ۴     |
| ۷               | آذربایجان           | ۱   | ۳    | ۳    | ۷     |
| ۸               | ایالات متحده آمریکا | ۱   | ۲    | ۰    | ۳     |
| ۹               | اوکراین             | ۱   | ۱    | ۷    | ۹     |
| ۱۰              | قرقیزستان           | ۱   | ۱    | ۱    | ۳     |
| ۱۱              | ارمنستان            | ۱   | ۰    | ۱    | ۲     |
| ۱۲              | فنلاند              | ۱   | ۰    | ۰    | ۱     |
| ۱۲              | مصر                 | ۱   | ۰    | ۰    | ۱     |
| ۱۴              | هند                 | ۰   | ۲    | ۰    | ۲     |
| ۱۵              | قزاقستان            | ۰   | ۱    | ۵    | ۶     |
| ۱۶              | بلاروس              | ۰   | ۱    | ۴    | ۵     |
| ۱۷              | مغولستان            | ۰   | ۱    | ۳    | ۴     |
| ۱۷              | مولدووا             | ۰   | ۱    | ۳    | ۴     |
| ۱۹              | کرواسی              | ۰   | ۱    | ۰    | ۱     |
| ۲۰              | ترکیه               | ۰   | ۰    | ۶    | ۶     |
| ۲۱              | کانادا              | ۰   | ۰    | ۳    | ۳     |
| ۲۲              | تایوان              | ۰   | ۰    | ۱    | ۱     |
| ۲۲              | رومانی              | ۰   | ۰    | ۱    | ۱     |
| ۲۲              | لهستان              | ۰   | ۰    | ۱    | ۱     |
| مجموع (۲۴ کشور) | مجموع (۲۴ کشور)     | ۳۰  | ۳۰   | ۶۰   | ۱۲۰   |

## رتبه‌بندی تیمی
| رتبه | آزاد مردان          | آزاد مردان | فرنگی مردان | فرنگی مردان | آزاد زنان           | آزاد زنان |
| رتبه | تیم                 | امتیاز     | تیم         | امتیاز      | تیم                 | امتیاز    |
| ---- | ------------------- | ---------- | ----------- | ----------- | ------------------- | --------- |
| ۱    | روسیه               | ۱۴۵        | ایران       | ۱۲۲         | ژاپن                | ۲۳۰       |
| ۲    | ایران               | ۱۳۹        | گرجستان     | ۱۲۱         | چین                 | ۱۰۵       |
| ۳    | جمهوری آذربایجان    | ۱۱۱        | روسیه       | ۱۱۸         | اوکراین             | ۱۰۳       |
| ۴    | گرجستان             | ۱۰۹        | اوکراین     | ۷۷          | روسیه               | ۸۷        |
| ۵    | مغولستان            | ۷۰         | بلاروس      | ۶۹          | ایالات متحده آمریکا | ۸۰        |
| ۶    | ژاپن                | ۶۵         | ژاپن        | ۶۵          | مغولستان            | ۷۱        |
| ۷    | قزاقستان            | ۶۵         | ترکیه       | ۶۵          | قزاقستان            | ۶۸        |
| ۸    | ترکیه               | ۶۰         | ارمنستان    | ۶۴          | کانادا              | ۶۵        |
| ۹    | اوکراین             | ۵۸         | قزاقستان    | ۵۴          | بلاروس              | ۵۸        |
| ۱۰   | ایالات متحده آمریکا | ۸۰         | مجارستان    | ۴۲          | رومانی              | ۴۹        |

## جزئیات مدال‌ها

### آزاد مردان
| رویداد | طلا                                | نقره                               | برنز                               |
| ------ | ---------------------------------- | ---------------------------------- | ---------------------------------- |
| ۵۷ ک‌گ  | رینیری اندریو · کوبا               | ادلان عسکراف · قزاقستان            | علیرضا سرلک · ایران                |
| ۵۷ ک‌گ  | رینیری اندریو · کوبا               | ادلان عسکراف · قزاقستان            | افغان خاشالوف · آذربایجان          |
| ۶۱ ک‌گ  | الوکبک ژولدوشبیکوف · قرقیزستان     | راویندر داهیا · هند                | ریوتارو هایاما · ژاپن              |
| ۶۱ ک‌گ  | الوکبک ژولدوشبیکوف · قرقیزستان     | راویندر داهیا · هند                | دین ایسلام تاختاروف · روسیه        |
| ۶۵ ک‌گ  | توران بایراموف · آذربایجان         | تاکوما تانیاما · ژاپن              | ایهور نیکیفوروک · اوکراین          |
| ۶۵ ک‌گ  | توران بایراموف · آذربایجان         | تاکوما تانیاما · ژاپن              | ماکسیم ساکولتان · مولدووا          |
| ۷۰ ک‌گ  | میرزا سخولوخیا · گرجستان           | چرمن ولیف · روسیه                  | داود ایبراگیموف · آذربایجان        |
| ۷۰ ک‌گ  | میرزا سخولوخیا · گرجستان           | چرمن ولیف · روسیه                  | هاروکی سنو · ژاپن                  |
| ۷۴ ک‌گ  | رازامبک جمال‌اف · روسیه             | محمد نخودی · ایران                 | گئورگی سولاوا · گرجستان            |
| ۷۴ ک‌گ  | رازامبک جمال‌اف · روسیه             | محمد نخودی · ایران                 | بیامباسورنجین بت-اردن · مغولستان   |
| ۷۹ ک‌گ  | تاریل گافرینداشویلی · گرجستان      | ابوبکر آباکاروف · آذربایجان        | رادیک ولی‌یف · روسیه                |
| ۷۹ ک‌گ  | تاریل گافرینداشویلی · گرجستان      | ابوبکر آباکاروف · آذربایجان        | رمضان ساری · ترکیه                 |
| ۸۶ ک‌گ  | کامران قاسم‌پور · ایران             | گادجی‌مراد ماگومدسعیداف · آذربایجان | عثمان گوجن · ترکیه                 |
| ۸۶ ک‌گ  | کامران قاسم‌پور · ایران             | گادجی‌مراد ماگومدسعیداف · آذربایجان | هایاتو ایشیگورو · ژاپن             |
| ۹۲ ک‌گ  | بو دین نیکال · ایالات متحده آمریکا | باتیربک تساکولوف · روسیه           | حسین شهبازی · ایران                |
| ۹۲ ک‌گ  | بو دین نیکال · ایالات متحده آمریکا | باتیربک تساکولوف · روسیه           | یونگر پائولی باستیدا پومارز · کوبا |
| ۹۷ ک‌گ  | مجتبی گلیج · ایران                 | شامیل موسی‌یف · روسیه               | دانیلو استاسیوک · اوکراین          |
| ۹۷ ک‌گ  | مجتبی گلیج · ایران                 | شامیل موسی‌یف · روسیه               | دزیانیس خرامیانکو · بلاروس         |
| ۱۲۵ ک‌گ | امیرحسین زارع · ایران              | ویتالی گولویف · روسیه              | مونختورین لخاگواگرل · مغولستان     |
| ۱۲۵ ک‌گ | امیرحسین زارع · ایران              | ویتالی گولویف · روسیه              | یوسوپ باتیرمورزایف · قزاقستان      |

### فرنگی مردان
| رویداد | طلا                      | نقره                          | برنز                        |
| ------ | ------------------------ | ----------------------------- | --------------------------- |
| ۵۵ ک‌گ  | شوتا اوگاوا · ژاپن       | امین صفرشایف · روسیه          | زائور علی‌اف · آذربایجان     |
| ۵۵ ک‌گ  | شوتا اوگاوا · ژاپن       | امین صفرشایف · روسیه          | اکرم اوزتورک · ترکیه        |
| ۶۰ ک‌گ  | آرمن ملیکیان · ارمنستان  | ژولامان شارشنبکوف · قرقیزستان | مهدی محسن‌نژاد · ایران       |
| ۶۰ ک‌گ  | آرمن ملیکیان · ارمنستان  | ژولامان شارشنبکوف · قرقیزستان | آرتور پتروسیان · روسیه      |
| ۶۳ ک‌گ  | میثم دلخانی · ایران      | لوانی کاوجارادزه · گرجستان    | فادیس والیتوف · روسیه       |
| ۶۳ ک‌گ  | میثم دلخانی · ایران      | لوانی کاوجارادزه · گرجستان    | ماکسیم نهودا · بلاروس       |
| ۶۷ ک‌گ  | محمد ابراهیم السید · مصر | الکساندر لیاوونچیک · بلاروس   | سجاد ایمن‌طلب · ایران        |
| ۶۷ ک‌گ  | محمد ابراهیم السید · مصر | الکساندر لیاوونچیک · بلاروس   | آرتور پولیتایف · اوکراین    |
| ۷۲ ک‌گ  | محمدرضا گرایی · ایران    | سانان سلیمانوف · آذربایجان    | والنتین پتیچ · مولدووا      |
| ۷۲ ک‌گ  | محمدرضا گرایی · ایران    | سانان سلیمانوف · آذربایجان    | ماکسیم یوتوشنکو · اوکراین   |
| ۷۷ ک‌گ  | اسلام اوپیف · روسیه      | کودای ساکورابا · ژاپن         | سرکان آکویون · ترکیه        |
| ۷۷ ک‌گ  | اسلام اوپیف · روسیه      | کودای ساکورابا · ژاپن         | تامرلان شادوکایف · قزاقستان |
| ۸۲ ک‌گ  | میلاد علیرضایف · روسیه   | ویکوسلاو لوبوریچ · کرواسی     | آی‌ونگو ریکادزه · گرجستان    |
| ۸۲ ک‌گ  | میلاد علیرضایف · روسیه   | ویکوسلاو لوبوریچ · کرواسی     | یوگنی پولیوادوف · قزاقستان  |
| ۸۷ ک‌گ  | سمن نوویکوف · اوکراین    | گورامی ختسوریانی · گرجستان    | دنیل گریگوریچ · کوبا        |
| ۸۷ ک‌گ  | سمن نوویکوف · اوکراین    | گورامی ختسوریانی · گرجستان    | کریل ماسکوویچ · بلاروس      |
| ۹۷ ک‌گ  | آروی ساوولاینن · فنلاند  | گئورگی ملیا · گرجستان         | محمدهادی ساروی · ایران      |
| ۹۷ ک‌گ  | آروی ساوولاینن · فنلاند  | گئورگی ملیا · گرجستان         | دیمتیری کامینسکی · بلاروس   |
| ۱۳۰ ک‌گ | علی‌اکبر یوسفی · ایران    | زویادی پاتاریدزه · گرجستان    | عثمان ایلدیریم · ترکیه      |
| ۱۳۰ ک‌گ | علی‌اکبر یوسفی · ایران    | زویادی پاتاریدزه · گرجستان    | دیوید اواساپیان · ارمنستان  |

### آزاد زنان
| رویداد | طلا                    | نقره                               | برنز                           |
| ------ | ---------------------- | ---------------------------------- | ------------------------------ |
| ۵۰ ک‌گ  | کیکا کاگاتا · ژاپن     | فنگ زیگی · چین                     | جید دوفور · کانادا             |
| ۵۰ ک‌گ  | کیکا کاگاتا · ژاپن     | فنگ زیگی · چین                     | نادژدا سوکولوا · روسیه         |
| ۵۳ ک‌گ  | هارونا اوکونو · ژاپن   | پوجا گهلوت · هند                   | آنوداری ناندینتستسگ · مغولستان |
| ۵۳ ک‌گ  | هارونا اوکونو · ژاپن   | پوجا گهلوت · هند                   | زینیپ یتگیل · ترکیه            |
| ۵۵ ک‌گ  | لئو لانوان · چین       | ساکی ایگاراشی · ژاپن               | آندریا آنا · رومانی            |
| ۵۵ ک‌گ  | لئو لانوان · چین       | ساکی ایگاراشی · ژاپن               | مارینا سدنوا · قزاقستان        |
| ۵۷ ک‌گ  | سائه نانجو · ژاپن      | آلینا آکوبیا · اوکراین             | هانا تیلور · کانادا            |
| ۵۷ ک‌گ  | سائه نانجو · ژاپن      | آلینا آکوبیا · اوکراین             | مارینا سیمونیان · روسیه        |
| ۵۹ ک‌گ  | یومکا تنابه · ژاپن     | آناستازیا نیچیتا · مولدووا         | آنهلینا لیساک · اوکراین        |
| ۵۹ ک‌گ  | یومکا تنابه · ژاپن     | آناستازیا نیچیتا · مولدووا         | تیانا کنت · کانادا             |
| ۶۲ ک‌گ  | یوزوکا ایناگاکی · ژاپن | کایلا میراکل · ایالات متحده آمریکا | ایلونا پروکوپونیوک · اوکراین   |
| ۶۲ ک‌گ  | یوزوکا ایناگاکی · ژاپن | کایلا میراکل · ایالات متحده آمریکا | ایرینا رینگاچی · مولدووا       |
| ۶۵ ک‌گ  | میسوزو انوموتو · ژاپن  | پروسورن اوزیسایخان · مغولستان      | ایرینا کولیادنکو · اوکراین     |
| ۶۵ ک‌گ  | میسوزو انوموتو · ژاپن  | پروسورن اوزیسایخان · مغولستان      | مدينا بكبرجنوا · قزاقستان      |
| ۶۸ ک‌گ  | ماساکو فوریوچی · ژاپن  | مکی کیلتی · ایالات متحده آمریکا    | وانگ یینگ‌ینگ · چین             |
| ۶۸ ک‌گ  | ماساکو فوریوچی · ژاپن  | مکی کیلتی · ایالات متحده آمریکا    | ناتالیا استرزالکا · لهستان     |
| ۷۲ ک‌گ  | میلایمیس مارین · کوبا  | وانگ زیائوکیان · چین               | اوجنیا زاخارچنکو · روسیه       |
| ۷۲ ک‌گ  | میلایمیس مارین · کوبا  | وانگ زیائوکیان · چین               | می شیندو · ژاپن                |
| ۷۶ ک‌گ  | پالیها پالیها · چین    | یوکا کاگامی · ژاپن                 | چانگ های-تسز · تایوان          |
| ۷۶ ک‌گ  | پالیها پالیها · چین    | یوکا کاگامی · ژاپن                 | آیپری مدت کیزی · قرقیزستان     |